# Przełęcz Trzech Pagód
Przełęcz Trzech Pagód (birm. ဘုရားသုံးဆူ တောင်ကြားလမ်း /pʰajá θóʊɴ zù tàʊɴ dʑá láɴ/; taj. ด่านเจดีย์สามองค์ /dàːn tɕeːdiː sǎːm ʔoŋ/; ang. Three Pagodas Pass) – przełęcz w Górach Tenaserimskich na granicy Mjanmy (Birmy) i Tajlandii.
Przełęcz położona jest na wysokości 282 m n.p.m. Znajdujące się na niej przejście graniczne stanowi połączenie między stanem Karen po stronie Mjanmy, a prowincją Kanchanaburi po stronie Tajlandii. Miasta graniczne po obydwu stronach to odpowiednio Payathonsu i Sanghla Buri. Wizerunek trzech pagód znalazł się na pieczęci prowincji Kanchanaburi.

## Toponimia
Nazwa przełęczy pochodzi od wybudowanych na przełęczy trzech niewielkich stup (birm. ဘုရား /pʰajá/; taj. เจดีย์ /tɕeːdiː/) znajdujących się obecnie po jej tajlandzkiej stronie.

## Historia

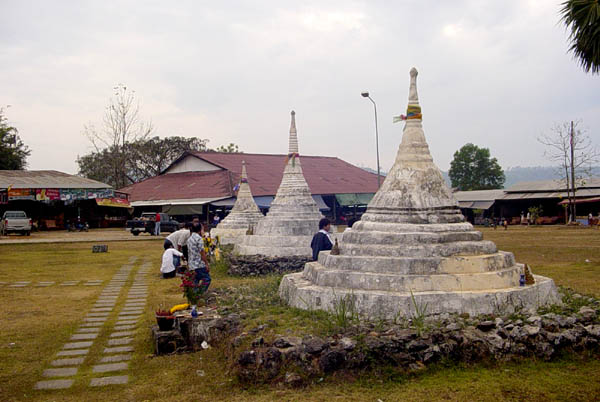
Trzy pagody na przełęczy

Przełęcz stanowiła od zamierzchłych czasów ważny element tras handlowych łączących Zachodnią Tajlandię z Indiami oraz marszrut wypraw wojennych pomiędzy Mjanmą a Tajlandią. Przez Przełęcz Trzech Pagód przeszły między innymi birmańskie armie Tabinshwehtiego i Bayinnaunga podczas wojny birmańsko-syjamskiej (1548-1549) oraz jedna z armii Bodawpayi w czasie wojny birmańsko-syjamskiej (1785-1792). Ze względu na zagrożenie najazdami jeszcze do połowy XIX w. przełęcz i dojście do niej były chronione przez Syjam umocnieniami w formie palisad obsadzonymi silnie wojskiem.
Dokładna data wybudowania stup nie jest znana. Według syjamskiego historyka Damronga Rajanubhaba powstały one w okresie istnienia królestwa Ayutthayi za panowania króla Trailokkanata (pan. 1448-1488), który ustanowił bliskie stosunki z władcą królestwa Hanthawaddy królem Dhammazedim .
W trakcie II wojny światowej Japończycy poprowadzili przez przełęcz Kolej Birmańską, która umożliwiła im transport pomiędzy Birmą a Malajami i Singapurem, co miało duże znaczenie strategiczne ze względu na zagrożenie szlaków morskich przez floty Sprzymierzonych. Budowane jednocześnie od strony Birmy i Tajlandii obydwa odcinki kolei spotkały się 17 października 1943 r. ok. 18 km od Przełęczy Trzech Pagód, po stronie tajlandzkiej. Po zakończeniu wojny linia ta przestała być używana.
Do roku 1988 przełęcz była kontrolowana wspólnie przez oddziały partyzanckie Kareńskiej Unii Narodowej i Nowej Partii Stanu Mon, które traktowały ją jako rogatkę, pobierając opłaty od nielegalnego ruchu handlowego. Na skutek nieporozumień co do podziału dochodów 23 lipca 1988 doszło do walk pomiędzy zbrojnymi grupami. Pomimo negocjowanego rozejmu sytuację wykorzystała armia birmańska i na początku 1990 r. przejęła kontrolę nad przełęczą. Od tego czasu sporadycznie dochodzi do potyczek między armią rządową a oddziałami partyzanckimi w okolicach przełęczy – ostatnio w listopadzie 2010 r. Przełęcz uważana jest za jeden z najważniejszych punktów przemytu dzikiej natury w Azji.

## Turystyka

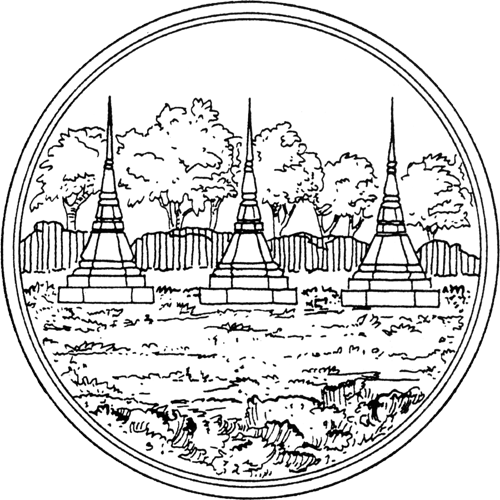
Pieczęć prowincji Kanchanaburi

Przejście graniczne na przełęczy obsługuje jedynie ruch lokalny i nie daje turystom zagranicznym swobodnego dostępu do terytorium Mjanmy z Tajlandii. Dostęp do przełęczy od strony Mjanmy jest dla obcokrajowców zamknięty .